# Cynara (film)
Cynara is een Amerikaanse dramafilm uit 1932 onder regie van King Vidor.

## Verhaal
De Londense advocaat Jim Warlock heeft een verhouding met een jong meisje uit de onderklasse. Zijn affaire zet zijn huwelijk zwaar onder druk.

## Rolverdeling
| Acteur            | Personage        |
| ----------------- | ---------------- |
| Ronald Colman     | Jim Warlock      |
| Kay Francis       | Clemency Warlock |
| Phyllis Barry     | Doris Emily Lea  |
| Henry Stephenson  | John Tring       |
| Viva Tattersall   | Milly Miles      |
| Florine McKinney  | Garla            |
| Clarissa Selwynne | Onslow           |
| Paul Porcasi      | Joseph           |
| George Kirby      | Mijnheer Boots   |
| Donald Stuart     | Henry            |
| Wilson Benge      | Merton           |
| Halliwell Hobbes  | Lijkschouwer     |